# Tôn Nghi
Tôn Nghi (giản thể: 孙仪; phồn thể: 孫儀; bính âm: Sun Yi; ? – ?), không rõ tên tự, là tướng lĩnh Đông Ngô thời Tam Quốc trong lịch sử Trung Quốc.

## Cuộc đời
Tôn Nghi quê ở huyện Phú Xuân, quận Ngô, Dương Châu, là con trai của Chinh Lỗ tướng quân Tôn Hiệu, cháu của Tôn Tĩnh (em trai Tôn Kiên).
Tôn Hiệu có tài năng nhưng chết ở Kinh Châu. Tôn Quyền nhớ tới công lao của Tôn Hiệu, lần lượt đề bạt các con của Hiệu làm tướng quân, phong hầu. Tôn Nghi là con út của Tôn Hiệu nên cũng được hưởng vinh dự đó, quan đến Vô Nan đốc.
Năm 255, Tôn Nghi bất mãn với sự chuyên quyền của Tôn Tuấn, bèn hợp mưu với các quan viên Trương Di, Lâm Tuân ám sát Tuấn. Việc bại lộ, Tôn Nghi tự sát. Trương Di, Lâm Tuân cùng công chúa Tôn Lỗ Ban bị xử tử.

## Trong văn hóa
Tôn Nghi không xuất hiện trong tiểu thuyết Tam quốc diễn nghĩa của La Quán Trung.